# Beta-galactosidase
β-Galactosidase (EC 3.2.1.23, lactase, beta-gal ou β-gal ; nome sistemático β-D-galactosídeo, galactohidrolase ), é uma enzima glicosídeo hidrolase que catalisa a hidrólise de resíduos terminais não redutores de β-D-galactose em β-D-galactosídeos
Os β-galactosídeos incluem os hidratos de carbono que contém galactose, onde a ligação glicosídica se encontra acima da molécula de galactose. Os Substratos de diferentes β-galactosidases incluem o gangliosídeo GM1, lactosilceramidas, lactose e várias glicoproteínas . 